# Ilie Bolojan
Ilie Gavril Bolojan (ur. 17 marca 1969 w Birtinie) – rumuński polityk i samorządowiec, burmistrz Oradei, przewodniczący rady okręgu Bihor, od 2025 przewodniczący Partii Narodowo-Liberalnej (PNL), w latach 2024–2025 i w 2025 przewodniczący Senatu, w 2025 pełniący obowiązki prezydenta Rumunii, od 2025 premier Rumunii.

## Życiorys
Studiował na wydziale mechanicznym Institutul Politehnic „Traian Vuia” w Timișoarze oraz na wydziale matematycznym Universitatea din Timișoara. Początkowo pracował jako nauczyciel, od 1994 zarządzał spółką prawa handlowego.
W pierwszej połowie lat 90. wstąpił do Partii Narodowo-Liberalnej. W latach 1996–2004 był radnym miasta Aleșd, w 2004 wszedł w skład rady okręgu Bihor. W latach 2005–2007 pełnił funkcję prefekta okręgu, następnie do 2008 był sekretarzem rządu, którym kierował Călin Popescu-Tăriceanu. W latach 2008–2020 przez trzy kadencje sprawował urząd burmistrza Oradei. W 2020 został wybrany na przewodniczącego rady okręgu Bihor (utrzymał tę funkcję również w 2024).
W listopadzie 2024, po rezygnacji złożonej przez Nicolae Ciukę, powołano go na pełniącego obowiązki przewodniczącego PNL. W wyborach w następnym miesiącu został wybrany w skład Senatu. Również w grudniu 2024 powołano go na przewodniczącego wyższej izby rumuńskiego parlamentu.
12 lutego 2025, w następstwie rezygnacji z urzędu Klausa Iohannisa, został pełniącym obowiązki prezydenta Rumunii. W związku z tym obowiązki przewodniczącego Senatu zaczął pełnić wiceprzewodniczący izby Mircea Abrudean. Ilie Bolojan zawiesił również swoje członkostwo w PNL. 26 maja 2025, w związku z objęciem urzędu prezydenta przez Nicușora Dana, zakończył wykonywanie obowiązków głowy państwa. Tego samego dnia powrócił na funkcję przewodniczącego Senatu. Wkrótce ponownie został też p.o. przewodniczącego PNL.
20 czerwca 2025 prezydent Nicușor Dan desygnował Ilie Bolojana na funkcję premiera. Porozumienie koalicyjne podpisały Partia Socjaldemokratyczna, Partia Narodowo-Liberalna, Demokratyczny Związek Węgrów w Rumunii i Związek Zbawienia Rumunii, a także frakcja mniejszości narodowych. Uzgodniono również, że wiosną 2027 funkcję premiera przejmie przedstawiciel socjaldemokratów. 23 czerwca nowy rząd został zatwierdzony przez parlament (za zagłosowało 301 posłów do Izby Deputowanych oraz członków Senatu), a jego członkowie zostali zaprzysiężeni przez prezydenta. W związku z objęciem urzędu premiera Ilie Bolojan odszedł ze stanowiska przewodniczącego wyższej izby parlamentu. W lipcu 2025 został wybrany na przewodniczącego PNL.